# Nicolaes Gillis
Nicolaes Gillis (* Antwerpen; † 1632 (oder danach) Haarlem) war ein niederländischer Stilllebenmaler. Namensvarianten von ihm sind Nicolaes Gillisz., Claes Jilliesz., Claes Jelisz., Nicolas. Gillis.

## Biografie
Nicolaes Gillis wurde in Antwerpen geboren und zog vermutlich mit seinen Eltern in die nördlichen Niederlande um. Er hielt sich nachweislich von 1612 bis 1632 in der nordholländischen Stadt Haarlem auf. Gillis heiratete 1615 in Haarlem die aus Brügge stammende Tanneken Abeels. 1622 ist er ausschließlich als Maler von Blumen in einer Akte aus Haarlem erwähnt. Nicolas Gillis starb im Jahr 1632 oder kurz darauf in Haarlem.

## Kunsthistorische Bedeutung
Von Nicolaes Gillis sind nur sehr wenige Gemälde erhalten, die stilistisch seinem Malerkollegen Floris van Dyck sehr nahestehen. Seine Gemälde werden zu den Bankettstücken (auch: Banketjes bzw. Ontbijtjes) gezählt. Da mit Banketje bzw. Ontbijtje allerdings nahezu alle Gemälde gemeint sind, die eine mit Nahrungsmitteln und Geschirr beladene Tafel darstellen, wäre eine mehr differenzierte Bezeichnung für die Gemälde wie sie Dyck und Gillis schufen Schautafel. Floris van Dyck hatte in diesem Kontext wohl die stärkste stilbildende Kraft, weshalb davon ausgegangen werden muss, dass Nicolaes Gillis von seinem Haarlemer Malerkollegen beeinflusst wurde. Die Gemälde von Floris van Dyck und Nicolaes Gillis hatten starken Einfluss auf die folgende Malergeneration. Sie bereiteten den Weg für eine neue Art von Bankettstücken – Het Monochrome Banketje. Abgesehen von den Schautafeln malte Gillis noch ein Jagdstillleben und einige flämisch anmutende Blumenstillleben ähnlich denen von Clara Peeters.

## Werke
| Titel | Datierung                 | Maße           | Technik                       | Ort                               | Bemerkungen                                                                            | Quellen                            |
| --- | ------------------------- | -------------- | ----------------------------- | --------------------------------- | -------------------------------------------------------------------------------------- | ---------------------------------- |
| Gedeckter Tisch mit Brot, Käse u. a.                                                                                               | 1611                      | 59 × 79 cm     | Ölfarbe auf Holztafel         | Privatbesitz, Niederlande         | signiert: Gillis Fecit/A ° 1611                                                        | Lammers, Grimm, Web Gallery of Art |
| Stillleben mit Römer und Früchtekorb auf einem Tisch                                                                               | 17. Jh.                   | 50,3 × 64,7 cm | Ölfarbe auf Leinwand          | Privatbesitz, Niederlande         | -                                                                                      | RKD                                |
| Stillleben mit Früchten, Käse, Jan-Steen-Kanne, Salzfäßchen auf einem Tisch mit weißer Damastdecke                                 | nach 1614 (1615–1650)     | 62,3 × 94,6 cm | Ölfarbe auf Holztafel         | Kunsthandel Richard Green, London | Zuschreibung bezweifelt von F.G. Meijer (RKD)                                          | RKD                                |
| Blumen in einer Porzellanvase | nach ca. 1618 (1601–1632) | 29,2 × 22,9 cm | Ölfarbe auf Kupferplatte      | Kunsthandel Christie’s, London    | signiert links unten: N Gillis                                                         | RKD                                |
| Stillleben mit Erdbeeren in einer Wanli-Schale, ein Römer, ein Löffel und vereinzelte Früchte auf einem Tisch mit weißer Serviette | 1610–1635                 | 19 × 31 cm     | Ölfarbe auf Holztafel (Eiche) | Privatbesitz                      | zuvor Floris van Schooten zugeschrieben, aktuelle Zuschreibung durch F.G. Meijer (RKD) | RKD                                |
| Stillleben mit Jagdbeute, Eiern, Gebäck und Trinkgefäßen auf einem Tisch mit weißer Tischdecke                                     | 1610–1619                 | 73,5 × 96 cm   | Ölfarbe auf Leinwand          | Privatbesitz                      | aktuelle (mögliche) Zuschreibung durch F.G. Meijer (RKD)                               | RKD                                |